# A Boogie wit da Hoodie/Diskografie
Diese Diskografie ist eine Übersicht über die musikalischen Werke des US-amerikanischen Rappers A Boogie wit da Hoodie. Den Schallplattenauszeichnungen zufolge hat er bisher mehr als 86,6 Millionen Tonträger verkauft, davon alleine in seiner Heimat über 74,5 Millionen. Seine erfolgreichste Veröffentlichung ist die Single Drowning mit über 11,3 Millionen verkauften Einheiten.

## Alben

### Studioalben
| Jahr | Titel Musiklabel                         | Höchstplatzierung, Gesamtwochen, AuszeichnungChartplatzierungen (Jahr, Titel, Musiklabel, Platzierungen, Wochen, Auszeichnungen, Anmerkungen) | Höchstplatzierung, Gesamtwochen, AuszeichnungChartplatzierungen (Jahr, Titel, Musiklabel, Platzierungen, Wochen, Auszeichnungen, Anmerkungen) | Höchstplatzierung, Gesamtwochen, AuszeichnungChartplatzierungen (Jahr, Titel, Musiklabel, Platzierungen, Wochen, Auszeichnungen, Anmerkungen) | Höchstplatzierung, Gesamtwochen, AuszeichnungChartplatzierungen (Jahr, Titel, Musiklabel, Platzierungen, Wochen, Auszeichnungen, Anmerkungen) | Höchstplatzierung, Gesamtwochen, AuszeichnungChartplatzierungen (Jahr, Titel, Musiklabel, Platzierungen, Wochen, Auszeichnungen, Anmerkungen) | Anmerkungen                                                    |
| Jahr | Titel Musiklabel                         | DE | AT | CH | UK | US | Anmerkungen                                                    |
| ---- | ---------------------------------------- | --- | --- | --- | --- | --- | -------------------------------------------------------------- |
| 2017 | The Bigger Artist Atlantic Records (WMG) | — | — | — | — | US4 ×2Doppelplatin · (44 Wo.)US | Erstveröffentlichung: 29. September 2017 Verkäufe: + 2.087.500 |
| 2018 | Hoodie SZN Atlantic Records (WMG)        | — | — | — | UK23 Gold · (22 Wo.)UK | US1 ×2Doppelplatin · (126 Wo.)US | Erstveröffentlichung: 21. Dezember 2018 Verkäufe: + 2.375.000  |
| 2020 | Artist 2.0 Atlantic Records (WMG)        | DE100 (1 Wo.)DE | — | CH35 (1 Wo.)CH | UK11 Gold · (7 Wo.)UK | US2 Platin · (54 Wo.)US | Erstveröffentlichung: 14. Februar 2020 Verkäufe: + 1.187.500   |
| 2022 | Me vs. Myself Atlantic Records (WMG)     | — | — | — | UK22 (3 Wo.)UK | US6 (9 Wo.)US | Erstveröffentlichung: 9. Dezember 2022 Verkäufe: + 40.000      |
| 2024 | Better Off Alone Atlantic Records (WMG)  | — | — | — | UK72 (1 Wo.)UK | US18 (3 Wo.)US | Erstveröffentlichung: 17. Mai 2024                             |

### Mixtapes
| Jahr | Titel                                      | Höchstplatzierung, Gesamtwochen, AuszeichnungChartplatzierungen (Jahr, Titel, Platzierungen, Wochen, Auszeichnungen, Anmerkungen) | Höchstplatzierung, Gesamtwochen, AuszeichnungChartplatzierungen (Jahr, Titel, Platzierungen, Wochen, Auszeichnungen, Anmerkungen) | Höchstplatzierung, Gesamtwochen, AuszeichnungChartplatzierungen (Jahr, Titel, Platzierungen, Wochen, Auszeichnungen, Anmerkungen) | Höchstplatzierung, Gesamtwochen, AuszeichnungChartplatzierungen (Jahr, Titel, Platzierungen, Wochen, Auszeichnungen, Anmerkungen) | Höchstplatzierung, Gesamtwochen, AuszeichnungChartplatzierungen (Jahr, Titel, Platzierungen, Wochen, Auszeichnungen, Anmerkungen) | Anmerkungen                                                  |
| Jahr | Titel                                      | DE | AT | CH | UK | US | Anmerkungen                                                  |
| ---- | ------------------------------------------ | --- | --- | --- | --- | --- | ------------------------------------------------------------ |
| 2016 | Artist                                     | — | — | — | — | US70 Platin · (57 Wo.)US | Erstveröffentlichung: 14. Februar 2016 Verkäufe: + 1.000.000 |
| 2016 | Highbridge the Label: The Takeover, Vol. 1 | — | — | — | — | — | Erstveröffentlichung: 18. Mai 2016 mit Don Q                 |

### EPs
| Jahr | Titel                | Höchstplatzierung, Gesamtwochen, AuszeichnungChartplatzierungen (Jahr, Titel, Platzierungen, Wochen, Auszeichnungen, Anmerkungen) | Höchstplatzierung, Gesamtwochen, AuszeichnungChartplatzierungen (Jahr, Titel, Platzierungen, Wochen, Auszeichnungen, Anmerkungen) | Höchstplatzierung, Gesamtwochen, AuszeichnungChartplatzierungen (Jahr, Titel, Platzierungen, Wochen, Auszeichnungen, Anmerkungen) | Höchstplatzierung, Gesamtwochen, AuszeichnungChartplatzierungen (Jahr, Titel, Platzierungen, Wochen, Auszeichnungen, Anmerkungen) | Höchstplatzierung, Gesamtwochen, AuszeichnungChartplatzierungen (Jahr, Titel, Platzierungen, Wochen, Auszeichnungen, Anmerkungen) | Anmerkungen                              |
| Jahr | Titel                | DE | AT | CH | UK | US | Anmerkungen                              |
| ---- | -------------------- | --- | --- | --- | --- | --- | ---------------------------------------- |
| 2016 | TBA                  | — | — | — | — | US63 (11 Wo.)US | Erstveröffentlichung: 28. Oktober 2016   |
| 2018 | International Artist | — | — | — | — | US57 (4 Wo.)US | Erstveröffentlichung: 20. Juni 2018      |
| 2018 | B4 #HoodieSZN        | — | — | — | — | — | Erstveröffentlichung: 21. September 2018 |
| 2021 | B4 AVA               | — | — | — | — | US26 (6 Wo.)US | Erstveröffentlichung: 10. Dezember 2021  |
| 2024 | Alone                | — | — | — | — | — | Erstveröffentlichung: 22. April 2024     |

## Singles

### Als Leadmusiker
| Jahr | Titel Album                              | Höchstplatzierung, Gesamtwochen, AuszeichnungChartplatzierungen (Jahr, Titel, Album, Platzierungen, Wochen, Auszeichnungen, Anmerkungen) | Höchstplatzierung, Gesamtwochen, AuszeichnungChartplatzierungen (Jahr, Titel, Album, Platzierungen, Wochen, Auszeichnungen, Anmerkungen) | Höchstplatzierung, Gesamtwochen, AuszeichnungChartplatzierungen (Jahr, Titel, Album, Platzierungen, Wochen, Auszeichnungen, Anmerkungen) | Höchstplatzierung, Gesamtwochen, AuszeichnungChartplatzierungen (Jahr, Titel, Album, Platzierungen, Wochen, Auszeichnungen, Anmerkungen) | Höchstplatzierung, Gesamtwochen, AuszeichnungChartplatzierungen (Jahr, Titel, Album, Platzierungen, Wochen, Auszeichnungen, Anmerkungen) | Anmerkungen                                                                                              |
| Jahr | Titel Album                              | DE | AT | CH | UK | US | Anmerkungen                                                                                              |
| --- | ---------------------------------------- | --- | --- | --- | --- | --- | --- |
| 2016 | My Shit Artist                           | — | — | — | UK— SilberUK | US86 ×4Vierfachplatin · (12 Wo.)US | Erstveröffentlichung: 17. Januar 2016 Verkäufe: + 3.440.000                                              |
| 2016 | Not a Regular Person –                   | — | — | — | — | US— PlatinUS | Erstveröffentlichung: 29. Juni 2016 Verkäufe: + 1.000.000                                                |
| 2016 | Bando –                                  | — | — | — | — | — | Erstveröffentlichung: 30. Juni 2016 mit Don Q                                                            |
| 2016 | Timeless TBA (EP)                        | — | — | — | — | US86 Platin · (4 Wo.)US | Erstveröffentlichung: 27. Oktober 2016 Verkäufe: + 1.080.000; feat. DJ Spinking                          |
| 2016 | Proud of Me Now –                        | — | — | — | — | — | Erstveröffentlichung: 2. Dezember 2016 feat. Lil Bibby                                                   |
| 2016 | Bag on Me –                              | — | — | — | — | — | Erstveröffentlichung: 30. Dezember 2016 mit Don Q                                                        |
| 2017 | Drowning The Bigger Artist               | — | AT— GoldAT | — | UK— PlatinUK | US38 Diamant · (21 Wo.)US | Erstveröffentlichung: 10. März 2017 Verkäufe: + 11.390.000; feat. Kodak Black                            |
| 2017 | Horses Fast & Furious 8: The Album       | — | — | — | — | US— ×2DoppelplatinUS | Erstveröffentlichung: 31. März 2017 Verkäufe: + 700.000; mit PnB Rock & Kodak Black                      |
| 2017 | Say A’ The Bigger Artist                 | — | — | — | — | US75 ×2Doppelplatin · (2 Wo.)US | Erstveröffentlichung: 21. September 2017 Verkäufe: + 2.080.000                                           |
| 2018 | Nonchalant International Artist          | — | — | — | — | — | Erstveröffentlichung: 30. März 2018 feat. Alkaline                                                       |
| 2018 | Best Friend International Artist         | — | — | — | — | — | Erstveröffentlichung: 20. April 2018 feat. Tory Lanez                                                    |
| 2018 | Odee Hoodie SZN                          | — | — | — | — | US— GoldUS | Erstveröffentlichung: 20. April 2018                                                                     |
| 2018 | Right Moves –                            | — | — | — | — | — | Erstveröffentlichung: 27. April 2018                                                                     |
| 2018 | Way Too Fly International Artist         | — | — | — | — | — | Erstveröffentlichung: 23. Mai 2018 feat. Davido                                                          |
| 2018 | Look Back at It Hoodie SZN               | DE26 Gold · (15 Wo.)DE | AT58 Gold · (5 Wo.)AT | CH50 (12 Wo.)CH | UK51 Platin · (9 Wo.)UK | US27 ×6Sechsfachplatin · (31 Wo.)US | Erstveröffentlichung: 8. Dezember 2018 Verkäufe: + 7.900.000                                             |
| 2019 | Swervin Hoodie SZN                       | DE73 Gold · (4 Wo.)DE | AT— PlatinAT | CH95 (1 Wo.)CH | UK27 Platin · (21 Wo.)UK | US38 ×6Sechsfachplatin · (20 Wo.)US | Erstveröffentlichung: 2. Juli 2019 Verkäufe: + 7.700.000; feat. 6ix9ine                                  |
| 2019 | Mood Swings Artist 2.0                   | — | — | — | — | US76 Platin · (1 Wo.)US | Erstveröffentlichung: 13. September 2019 Verkäufe: + 1.080.000                                           |
| 2019 | Somebody –                               | — | — | — | UK75 (3 Wo.)UK | US96 Platin · (4 Wo.)US | Erstveröffentlichung: 10. Oktober 2019 Verkäufe: + 1.080.000; mit Internet Money & Lil Tecca             |
| 2019 | Reply Artist 2.0                         | — | — | — | — | US49 Platin · (2 Wo.)US | Erstveröffentlichung: 15. November 2019 Verkäufe: + 1.040.000; feat. Lil Uzi Vert                        |
| 2020 | King of My City Artist 2.0               | — | — | — | — | US69 Gold · (3 Wo.)US | Erstveröffentlichung: 31. Januar 2020 Verkäufe: + 540.000                                                |
| 2020 | Numbers Artist 2.0                       | — | — | — | UK53 (2 Wo.)UK | US23 Platin · (3 Wo.)US | Erstveröffentlichung: 31. März 2020 Verkäufe: + 1.080.000; feat. Roddy Ricch, Gunna & London on da Track |
| 2020 | Bleed Artist 2.0                         | — | — | — | UK82 (1 Wo.)UK | US57 (1 Wo.)US | Erstveröffentlichung: 16. Juni 2020 Verkäufe: + 40.000                                                   |
| 2020 | Flood My Wrist –                         | — | — | — | — | — | Erstveröffentlichung: 1. Juli 2020 Verkäufe: + 40.000 feat. Don Q & Lil Uzi Vert                         |
| 2020 | Vroom Vroom –                            | — | — | — | — | — | Erstveröffentlichung: 3. September 2020 mit Don Q & Trap Manny                                           |
| 2021 | 9 Bridge –                               | — | — | — | — | — | Erstveröffentlichung: 14. Mai 2021 mit Rowdy Rebel                                                       |
| 2021 | 24 Hours Me vs. Myself • B4 AVA          | — | — | — | UK— SilberUK | US92 Platin · (1 Wo.)US | Erstveröffentlichung: 21. Mai 2021 Verkäufe: + 1.280.000; feat. Lil Durk                                 |
| 2021 | Man in the Mirror Me vs. Myself • B4 AVA | — | — | — | — | US82 Gold · (1 Wo.)US | Erstveröffentlichung: 10. Dezember 2021 Verkäufe: + 580.000                                              |
| 2022 | Non Judgmental –                         | — | — | — | — | — | Erstveröffentlichung: 11. Februar 2022                                                                   |
| 2022 | Hit Different –                          | — | — | — | — | — | Erstveröffentlichung: 4. März 2022 feat. B-Lovee                                                         |
| 2022 | Playa –                                  | — | — | — | — | — | Erstveröffentlichung: 1. April 2022 feat. H.E.R.                                                         |
| 2023 | No 808’s –                               | — | — | — | — | — | Erstveröffentlichung: 14. Februar 2023 feat. Vory                                                        |
| 2023 | Secrets Artist 2.0 (Deluxe)              | — | — | — | UK88 Silber · (1 Wo.)UK | US— PlatinUS | Erstveröffentlichung: 24. März 2023 Verkäufe: + 1.280.000                                                |
| 2023 | MVP –                                    | — | — | — | — | — | Erstveröffentlichung: 12. Mai 2023 feat. G-Eazy                                                          |
| 2023 | MVP –                                    | — | — | — | — | — | Erstveröffentlichung: 26. Mai 2023 feat. Myke Towers                                                     |
| 2023 | Booby Trap Better Off Alone • B4 BOA     | — | — | — | — | — | Erstveröffentlichung: 13. September 2023                                                                 |
| 2023 | Her Birthday Better Off Alone • B4 BOA   | — | — | — | — | — | Erstveröffentlichung: 14. September 2023                                                                 |
| 2023 | Did Me Wrong Better Off Alone • B4 BOA   | — | — | — | — | — | Erstveröffentlichung: 15. September 2023                                                                 |
| 2024 | Steppas Better Off Alone                 | — | — | — | — | — | Erstveröffentlichung: 29. März 2024                                                                      |
| 2024 | Dallas –                                 | — | — | — | — | — | Erstveröffentlichung: 6. November 2024 mit Wolfacejoey                                                   |
| Folgende Lieder erschienen nicht als Single, wurden aber durch das Album zum Download und Streaming bereitgestellt und konnten somit eine Platzierung erlangen: |                                          | | | | | | |
| |                                          | | | | | | |
| 2017 | No Promises The Better Artist            | — | — | — | — | US74 Platin · (2 Wo.)US | Charteinstieg: 21. Oktober 2017 Verkäufe: + 1.040.000                                                    |
| 2017 | Undefeated The Bigger Artist             | — | — | — | — | US84 Gold · (1 Wo.)US | Charteinstieg: 21. Oktober 2017 Verkäufe: + 540.000; feat. 21 Savage                                     |
| 2017 | Beast Mode The Bigger Artist             | — | — | — | — | US86 Platin · (1 Wo.)US | Charteinstieg: 21. Oktober 2017 Verkäufe: + 1.080.000; feat. PnB Rock & Youngboy Never Broke Again       |
| 2019 | Startender Hoodie SZN                    | — | — | — | UK84 Silber · (4 Wo.)UK | US59 ×2Doppelplatin · (9 Wo.)US | Charteinstieg: 5. Januar 2019 Verkäufe: + 2.360.000; feat. Offset & Tyga                                 |
| 2019 | Demons and Angels Hoodie SZN             | — | — | — | — | US90 Platin · (3 Wo.)US | Charteinstieg: 5. Januar 2019 Verkäufe: + 1.080.000; feat. Juice Wrld                                    |
| 2020 | Thug Love Artist 2.0                     | — | — | — | UK91 (1 Wo.)UK | US73 (1 Wo.)US | Charteinstieg: 21. Februar 2020 Verkäufe: + 40.000                                                       |
| 2020 | Me and My Guitar Artist 2.0              | — | — | — | UK99 Silber · (1 Wo.)UK | US58 Platin · (2 Wo.)US | Charteinstieg: 21. Februar 2020 Verkäufe: + 1.360.000                                                    |
| 2020 | Might Not Give Up Artist 2.0             | — | — | — | — | US66 (1 Wo.)US | Charteinstieg: 29. Februar 2020 Verkäufe: + 40.000; feat. Young Thug                                     |
| 2020 | Stain Artist 2.0                         | — | — | — | — | US80 (1 Wo.)US | Charteinstieg: 29. Februar 2020 feat. DaBaby                                                             |
| 2020 | Cinderella Story Artist 2.0              | — | — | — | — | US95 (1 Wo.)US | Charteinstieg: 29. Februar 2020                                                                          |
| 2022 | Water (Drowning Pt. 2) Me vs. Myself     | — | — | — | — | US97 (1 Wo.)US | Charteinstieg: 24. Dezember 2022 Verkäufe: + 40.000; feat. Kodak Black                                   |

### Als Gastmusiker
| Jahr | Titel Album                                                  | Höchstplatzierung, Gesamtwochen, AuszeichnungChartplatzierungen (Jahr, Titel, Album, Platzierungen, Wochen, Auszeichnungen, Anmerkungen) | Höchstplatzierung, Gesamtwochen, AuszeichnungChartplatzierungen (Jahr, Titel, Album, Platzierungen, Wochen, Auszeichnungen, Anmerkungen) | Höchstplatzierung, Gesamtwochen, AuszeichnungChartplatzierungen (Jahr, Titel, Album, Platzierungen, Wochen, Auszeichnungen, Anmerkungen) | Höchstplatzierung, Gesamtwochen, AuszeichnungChartplatzierungen (Jahr, Titel, Album, Platzierungen, Wochen, Auszeichnungen, Anmerkungen) | Höchstplatzierung, Gesamtwochen, AuszeichnungChartplatzierungen (Jahr, Titel, Album, Platzierungen, Wochen, Auszeichnungen, Anmerkungen) | Anmerkungen |
| Jahr | Titel Album                                                  | DE | AT | CH | UK | US | Anmerkungen |
| --- | ------------------------------------------------------------ | --- | --- | --- | --- | --- | --- |
| 2016 | Playa No More GTTM: Goin Thru the Motions                    | — | — | — | — | — | Erstveröffentlichung: 2. Dezember 2016 PnB Rock feat. A Boogie wit da Hoodie & Quavo                                         |
| 2017 | Pills & Automobiles Heartbreak on a Full Moon                | — | — | — | UK— SilberUK | US46 ×3Dreifachplatin · (20 Wo.)US | Erstveröffentlichung: 4. August 2017 Verkäufe: + 3.300.000; Chris Brown feat. Yo Gotti, A Boogie wit da Hoodie & Kodak Black |
| 2018 | Keke Day69                                                   | — | — | — | — | US43 Gold · (8 Wo.)US | Erstveröffentlichung: 14. Januar 2018 Verkäufe: + 540.000; 6ix9ine feat. Fetty Wap & A Boogie wit da Hoodie                  |
| 2018 | Company –                                                    | — | — | — | — | — | Erstveröffentlichung: 27. April 2018 Remy Ma feat. A Boogie wit da Hoodie                                                    |
| 2019 | HML Phases                                                   | — | — | — | — | — | Erstveröffentlichung: 9. Januar 2019 Melii feat. A Boogie wit da Hoodie                                                      |
| 2019 | Lips Don’t Lie –                                             | — | — | — | — | — | Erstveröffentlichung: 24. Mai 2019 Ally Brooke feat. A Boogie wit da Hoodie                                                  |
| 2019 | Big Rich Town (Power Remix) –                                | — | — | — | — | — | Erstveröffentlichung: 12. Juli 2019 50 Cent feat. Trey Songz & A Boogie wit da Hoodie                                        |
| 2019 | SZNS –                                                       | — | — | — | — | — | Erstveröffentlichung: 26. Juli 2019 Dinah Jane feat. A Boogie wit da Hoodie                                                  |
| 2019 | Right Back Free Spirit                                       | — | — | — | UK71 (9 Wo.)UK | US73 Platin · (11 Wo.)US | Erstveröffentlichung: 2. August 2019 Verkäufe: + 1.225.000; Khalid feat. A Boogie wit da Hoodie                              |
| 2019 | Ouh Mädchen Augen Husky                                      | DE38 (3 Wo.)DE | — | — | — | — | Erstveröffentlichung: 9. August 2019 Olexesh feat. A Boogie wit da Hoodie                                                    |
| 2019 | Ooh Girl –                                                   | — | — | — | — | — | Erstveröffentlichung: 30. August 2019 Kris Kross Amsterdam & Conor Maynard feat. A Boogie wit da Hoodie                      |
| 2019 | Stack It Up LP1                                              | — | — | — | UK84 (2 Wo.)UK | — | Erstveröffentlichung: 18. September 2019 Verkäufe: + 60.000; Liam Payne feat. A Boogie wit da Hoodie                         |
| 2019 | Stretch You Out Over It                                      | — | — | — | UK70 (1 Wo.)UK | US68 Platin · (1 Wo.)US | Erstveröffentlichung: 24. September 2019 Verkäufe: + 1.040.000; Summer Walker feat. A Boogie wit da Hoodie                   |
| 2019 | Party –                                                      | — | — | — | — | — | Erstveröffentlichung: 26. September 2019 Paulo Londra feat. A Boogie wit da Hoodie                                           |
| 2019 | Tip Toe Please Excuse Me for Being Antisocial                | — | — | — | — | US73 Platin · (7 Wo.)US | Erstveröffentlichung: 25. November 2019 Verkäufe: + 1.040.000; Roddy Ricch feat. A Boogie wit da Hoodie                      |
| 2020 | Slide (Remix) –                                              | — | — | — | UK— SilberUK | — | Erstveröffentlichung: 17. Januar 2020 Verkäufe: + 200.000; H.E.R. feat. Pop Smoke, A Boogie wit da Hoodie & Chris Brown      |
| 2020 | Lie for You –                                                | — | — | — | — | — | Erstveröffentlichung: 31. Juli 2020 Snakehips & Jess Glynne feat. Davido & A Boogie wit da Hoodie                            |
| 2020 | Sittin in My Car –                                           | — | — | — | — | — | Erstveröffentlichung: 4. September 2020 DJ Envy feat. Fabolous & A Boogie wit da Hoodie                                      |
| 2021 | Hello Shoot for the Stars, Aim for the Moon (Deluxe Edition) | DE87 Gold · (6 Wo.)DE | AT73 (1 Wo.)AT | CH53 (8 Wo.)CH | UK— GoldUK | US83 Platin · (11 Wo.)US | Erstveröffentlichung: 9. Februar 2021 Verkäufe: + 2.250.000; Pop Smoke feat. A Boogie wit da Hoodie                          |
| 2021 | That’s Real –                                                | — | — | — | — | — | Erstveröffentlichung: 12. Februar 2021 Ayanis feat. A Boogie wit da Hoodie                                                   |
| 2021 | Bestie Kawhi Leonard Presents: Culture Jam (Vol.1)           | — | — | — | — | — | Erstveröffentlichung: 20. Oktober 2021 Culture Jam feat. A Boogie wit da Hoodie & Capella Grey                               |
| 2021 | Family –                                                     | DE— aDE | — | CH78 (1 Wo.)CH | — | — | Erstveröffentlichung: 29. Oktober 2021 David Guetta feat. Bebe Rexha, A Boogie wit da Hoodie & Ty Dolla Sign                 |
| 2021 | My Everything (Part II) –                                    | — | — | — | — | — | Erstveröffentlichung: 26. November 2021 B-Lovee feat. A Boogie wit da Hoodie                                                 |
| 2022 | Boom Boom –                                                  | — | — | — | — | — | Erstveröffentlichung: 11. März 2022 B-Lovee feat. A Boogie wit da Hoodie                                                     |
| 2022 | Lay Up N’ Chill –                                            | — | — | — | — | — | Erstveröffentlichung: 14. Oktober 2022 Pink Sweat$ feat. A Boogie wit da Hoodie                                              |
| 2023 | Alredy Know –                                                | — | — | — | — | — | Erstveröffentlichung: 17. Februar 2023 Yung Pooda feat. Angelica Vila & A Boogie wit da Hoodie                               |
| 2023 | Remember That You’re the Problem                             | — | — | — | — | — | Erstveröffentlichung: 2. Juni 2023 RJAE feat. A Boogie wit da Hoodie                                                         |
| Folgende Lieder erschienen nicht als Single, wurden aber durch das Album zum Download und Streaming bereitgestellt und konnten somit eine Platzierung erlangen: |                                                              | | | | | | |
| |                                                              | | | | | | |
| 2018 | Waka Dummy Boy                                               | — | — | — | — | US51 Gold · (3 Wo.)US | Charteinstieg: 8. Dezember 2018 Verkäufe: + 500.000; 6ix9ine feat. A Boogie wit da Hoodie                                    |
| 2019 | Baguettes in the Face Perfect Ten                            | — | — | — | UK— SilberUK | US81 Platin · (6 Wo.)US | Charteinstieg: 27. Juli 2019 Verkäufe: + 1.220.000; Mustard feat. Nav, Playboi Carti & A Boogie wit da Hoodie                |
| 2020 | Drop Blame It on Baby                                        | — | — | — | — | US71 (1 Wo.)US | Charteinstieg: 2. Mai 2020 DaBaby feat. A Boogie wit da Hoodie & London on da Track                                          |

## Promoveröffentlichungen
| Jahr | Titel Album               | Anmerkungen                                                                             |
| ---- | ------------------------- | --------------------------------------------------------------------------------------- |
| 2016 | Jungle Artist             | Erstveröffentlichung: 29. Juni 2016 · Verkäufe: 2.640.000; UK: Gold, US: ×2Doppelplatin |
| 2016 | Friend Zone Artist        | Erstveröffentlichung: 29. Juni 2016 · Verkäufe: 500.000; US: Gold                       |
| 2018 | Pull Up Hoodie SZN        | Erstveröffentlichung: 6. Dezember 2018 · feat. Young Thug · Verkäufe: 500.000; US: Gold |
| 2022 | Needed That Me vs. Myself | Erstveröffentlichung: 11. Dezember 2022 A Boogie wit da Hoodie feat. PnB Rock           |
| 2023 | Chills (LA Hills) Drive   | Erstveröffentlichung: 19. April 2023 Tiësto feat. A Boogie wit da Hoodie                |

## Statistik

### Chartauswertung
|                     | DE    | AT    | CH    | UK    | US    |
| ------------------- | ----- | ----- | ----- | ----- | ----- |
| Nummer-eins-Alben   | DE—DE | AT—AT | CH—CH | UK—UK | US1US |
| Top-10-Alben        | DE—DE | AT—AT | CH—CH | UK—UK | US4US |
| Alben in den Charts | DE1DE | AT—AT | CH1CH | UK4UK | US9US |

|                       | DE    | AT    | CH    | UK     | US     |
| --------------------- | ----- | ----- | ----- | ------ | ------ |
| Nummer-eins-Singles   | DE—DE | AT—AT | CH—CH | UK—UK  | US—US  |
| Top-10-Singles        | DE—DE | AT—AT | CH—CH | UK—UK  | US—US  |
| Singles in den Charts | DE4DE | AT2AT | CH4CH | UK12UK | US34US |

### Auszeichnungen für Musikverkäufe
| Silberne Schallplatte - Vereinigtes Königreich - 2021: für das Lied Just Like Me - 2024: für das Lied Still Think About You Goldene Schallplatte - Australien - 2019: für die Single Right Back - 2021: für die Single Hello - Brasilien - 2024: für die Single Stack It Up - 2024: für das Lied Baguettes in the Face - 2024: für die Single Hello - Dänemark - 2025: für die Single Drowning - Griechenland - 2021: für die Single Hello - Italien - 2021: für die Single No Stress - 2021: für die Single Hello - Kanada - 2018: für die Single Keke - 2020: für die Single Tip Toe - 2021: für die Single Stretch You Out - 2022: für die Single King of My City - 2022: für das Lied Might Not Give Up - 2022: für die Single Reply - 2022: für das Lied No Promises - 2022: für die Single Bleed - 2022: für das Lied Undefeated - 2022: für das Lied Thug Love - 2023: für das Lied 1000 Nights - 2023: für die Single Stack It Up - 2023: für das Album Me vs. Myself - 2023: für das Lied Bad Vibe - 2024: für das Lied Water (Drowning Pt. 2) - Neuseeland - 2023: für das Album The Bigger Artist - 2024: für das Album Artist 2.0 - Polen - 2023: für die Single Hello - 2024: für die Single Drowning - Portugal - 2021: für die Single Hello - 2022: für die Single Look Back at It - 2022: für die Single Drowning - Vereinigte Staaten - 2022: für das Lied 4 Min Convo (Favorite Song) - 2022: für das Lied 99 Problems & Messages - 2022: für das Lied No Comparison - 2022: für das Lied Ransom - 2022: für das Lied Skeezers - 2022: für das Lied Stalking You - 2022: für das Lied Voices In My Head - 2024: für das Lied Fucking & Kissing - 2024: für das Lied Unhappy | Platin-Schallplatte - Australien - 2019: für die Single Look Back at It - 2019: für die Single Swervin - 2019: für die Single Pills & Automobiles - Dänemark - 2021: für das Album Hoodie SZN - 2023: für die Single Look Back at It - 2023: für die Single Swervin - Frankreich - 2022: für die Single Look Back at It - 2025: für die Single Hello - Kanada - 2020: für die Single Somebody - 2022: für das Album Artist 2.0 - 2022: für die Single Mood Swings - 2022: für das Lied Skeezers - 2022: für das Lied Come Closer - 2022: für das Lied Beast Mode - 2022: für das Lied Love, Drugs & Sex - 2022: für die Single Just Like Me - 2022: für die Single Numbers - 2022: für das Lied Demons and Angels - 2022: für die Single Say A’ - 2022: für das Album The Bigger Artist - 2023: für die Single Secrets - 2023: für die Single Timeless - 2024: für die Single Man in the Mirror - 2024: für die Single 24 Hours - Neuseeland - 2021: für die Single Pills & Automobiles - 2021: für die Single Right Back - 2022: für das Album Hoodie SZN - Portugal - 2022: für die Single Swervin - Vereinigte Staaten - 2021: für das Lied Young Grizzley World - 2022: für das Lied Come Closer - 2022: für das Lied Just Like Me - 2022: für das Lied Love, Drugs & Sex | 2× Platin-Schallplatte - Italien - 2019: für die Single Look Back at It - Kanada - 2022: für das Lied Startender - 2023: für das Lied Me and My Guitar - 2024: für die Single Right Back - Neuseeland - 2022: für die Single Swervin - 2024: für die Single Drowning - 2024: für die Single Look Back at It - Vereinigte Staaten - 2020: für das Lied Still Think About You 3× Platin-Schallplatte - Kanada - 2022: für das Album Hoodie SZN - 2023: für die Single Jungle - 2023: für die Single My Shit 4× Platin-Schallplatte - Kanada - 2023: für die Single Hello 7× Platin-Schallplatte - Kanada - 2023: für die Single Look Back at It 8× Platin-Schallplatte - Kanada - 2023: für die Single Swervin - 2024: für die Single Drowning |

Anmerkung: Auszeichnungen in Ländern aus den Charttabellen bzw. Chartboxen sind in ebendiesen zu finden.
| Land/RegionAuszeichnungen für Musikverkäufe (Land/Region, Auszeichnungen, Verkäufe, Quellen) | Silber       | Gold       | Platin         | Diamant  | Verkäufe   | Quellen              |
| -------------------------------------------------------------------------------------------- | ------------ | ---------- | -------------- | -------- | ---------- | -------------------- |
| Australien (ARIA)                                                                            | —            | 2× Gold2   | 3× Platin3     | —        | 280.000    | aria.com.au          |
| Brasilien (PMB)                                                                              | —            | 3× Gold3   | —              | —        | 60.000     | pro-musicabr.org.br  |
| Dänemark (IFPI)                                                                              | —            | Gold1      | 3× Platin3     | —        | 245.000    | ifpi.dk              |
| Deutschland (BVMI)                                                                           | —            | 3× Gold3   | —              | —        | 600.000    | musikindustrie.de    |
| Frankreich (SNEP)                                                                            | —            | —          | 2× Platin2     | —        | 400.000    | snepmusique.com      |
| Griechenland (IFPI)                                                                          | —            | Gold1      | —              | —        | 10.000     | Einzelnachweise      |
| Italien (FIMI)                                                                               | —            | 2× Gold2   | 2× Platin2     | —        | 170.000    | fimi.it              |
| Kanada (MC)                                                                                  | —            | 15× Gold15 | 58× Platin58   | —        | 5.240.000  | musiccanada.com      |
| Neuseeland (RMNZ)                                                                            | —            | 2× Gold2   | 9× Platin9     | —        | 270.000    | radioscope.co.nz NZ2 |
| Österreich (IFPI)                                                                            | —            | 2× Gold2   | Platin1        | —        | 60.000     | ifpi.at              |
| Polen (ZPAV)                                                                                 | —            | 2× Gold2   | —              | —        | 50.000     | olis.pl              |
| Portugal (AFP)                                                                               | —            | 3× Gold3   | Platin1        | —        | 25.000     | Einzelnachweise      |
| Vereinigte Staaten (RIAA)                                                                    | —            | 17× Gold17 | 56× Platin56   | Diamant1 | 74.500.000 | riaa.com             |
| Vereinigtes Königreich (BPI)                                                                 | 10× Silber10 | 4× Gold4   | 3× Platin3     | —        | 4.800.000  | bpi.co.uk            |
| Insgesamt                                                                                    | 10× Silber10 | 57× Gold57 | 138× Platin138 | Diamant1 |            |                      |